# Van Hool ExquiCity
De Van Hool ExquiCity of Exqui.City is een lagevloerbus die geproduceerd werd door de Belgische busfabrikant Van Hool. De bus werd in maart 2011 geïntroduceerd als eerste dubbelgelede trolley- en hybride bus van Van Hool en als standaard voor de nieuwe moderne BRT-projecten (Bus Rapid Transit). Deze gelede bus is dus bedoeld voor stedelijk HOV op vrije busbanen en met voorrang voor de bus, en haalt een snelheid tot 67 km/u. De fabrikant noemt dit type gelede bus een "trambus", en in navolging hiervan wordt deze term ook in Frankrijk hiervoor gebruikt, en in Vlaanderen voor de trambussen van De Lijn. In Malmö wordt de term "superbuss" gebruikt. Na de faillissement van Van Hool in 2024 en de overname door VDL Bus & Coach ging de ExquiCity uit productie.

## Typen
Er zijn twee basismodellen van de ExquiCity, de gelede bus (ExquiCity 18) en de dubbelgelede bus (ExquiCity 24). Deze bussen zijn met vier soorten aandrijving beschikbaar:
- Tractiebatterij aandrijving
- Hybride trolleyaandrijving
- Hybrideaandrijving
- Brandstofcelaandrijving

## Technische specificaties
|                                | ExquiCity 18 (hybride trolley)             | ExquiCity 24 (hybride trolley)            | ExquiCity 18 (hybride diesel-elektrisch)   | ExquiCity 24 (hybride diesel-elektrisch)  | ExquiCity 18 (hybride brandstofcel-elektrisch) | ExquiCity 24 (hybride brandstofcel-elektrisch) | ExquiCity 18 (hybride CNG-elektrisch)      | ExquiCity 24 (hybride CNG-elektrisch)     | EquiCity 18 (elektrisch)                   |
| ------------------------------ | ------------------------------------------ | ----------------------------------------- | ------------------------------------------ | ----------------------------------------- | ---------------------------------------------- | ---------------------------------------------- | ------------------------------------------ | ----------------------------------------- | ------------------------------------------ |
| Lengte                         | 18 610 mm                                  | 23 820 mm                                 | 18 610 mm                                  | 23 820 mm                                 | 18 610 mm                                      | 23 820 mm                                      | 18 610 mm                                  | 23 820 mm                                 | 18 610 mm                                  |
| Breedte                        | 2 550 mm                                   | 2 550 mm                                  | 2 550 mm                                   | 2 550 mm                                  | 2 550 mm                                       | 2 550 mm                                       | 2 550 mm                                   | 2 550 mm                                  | 2 550 mm                                   |
| Hoogte                         | 3 300 mm                                   | 3 300 mm                                  | 3 300 mm                                   | 3 300 mm                                  | 3 300 mm                                       | 3 300 mm                                       | 3 300 mm                                   | 3 300 mm                                  | 3 400 mm                                   |
| Wielbasis                      | 6 600 mm / 4 910 mm                        | 6 600 mm / 6 710 mm                       | 6 600 mm / 4 910 mm                        | 6 600 mm / 6 710 mm                       | 6 600 mm / 4 910 mm                            | 6 600 mm / 6 710 mm                            | 6 600 mm / 4 910 mm                        | 6 600 mm / 6 710 mm                       | 5 900 mm / 6 710 mm                        |
| Vooroverbouw                   | 1 900 mm                                   | 1 900 mm                                  | 1 900 mm                                   | 1 900 mm                                  | 1 900 mm                                       | 1 900 mm                                       | 1 900 mm                                   | 1 900 mm                                  | 2 600 mm                                   |
| Achteroverbouw                 | 3 400 mm                                   | 1 900 mm                                  | 3 400 mm                                   | 1 900 mm                                  | 3 400 mm                                       | 1 900 mm                                       | 3 400 mm                                   | 1 900 mm                                  | 3 400 mm                                   |
| Instaphoogte                   | 330 mm                                     | 330 mm                                    | 330 mm                                     | 330 mm                                    | 330 mm                                         | 330 mm                                         | 330 mm                                     | 330 mm                                    | 330 mm                                     |
| Draaicirkel (buitendraai)      | 12 150 mm                                  | 12 150 mm                                 | 12 150 mm                                  | 12 150 mm                                 | 12 150 mm                                      | 12 150 mm                                      | 12 150 mm                                  | 12 150 mm                                 | 12 200 mm                                  |
| Draaicirkel tussen stoepranden | 11 400 mm                                  | 11 400 mm                                 | 11 400 mm                                  | 11 400 mm                                 | 11 400 mm                                      | 11 400 mm                                      | 11 400 mm                                  | 11 400 mm                                 | 10 950 mm                                  |
| Binnen draaicirkel             | 5 195 mm                                   | 5 195 mm                                  | 5 195 mm                                   | 5 195 mm                                  | 5 195 mm                                       | 5 195 mm                                       | 5 195 mm                                   | 5 195 mm                                  | 5 150 mm                                   |
| Leeggewicht                    | 18 100 kg                                  | 22 750 kg                                 | 18 100 kg                                  | 22 750 kg                                 | 18 100 kg                                      | 22 750 kg                                      | 18 100 kg                                  | 22 750 kg                                 | 19 980 kg                                  |
| Versnellingsbak                | Automaat Voith of ZF                       | Automaat Voith of ZF                      | Automaat Voith of ZF                       | Automaat Voith of ZF                      | Automaat Voith of ZF                           | Automaat Voith of ZF                           | Automaat Voith of ZF                       | Automaat Voith of ZF                      | n.v.t.                                     |
| Aantal toegangsdeuren          | 4 deuren                                   | 4 deuren                                  | 4 deuren                                   | 4 deuren                                  | 4 deuren                                       | 4 deuren                                       | 4 deuren                                   | 4 deuren                                  | 4 deuren                                   |
| Aantal banden                  | 10 banden: 275/70 - R22,5                  | 12 banden: 275/70 - R22,5                 | 10 banden: 275/70 - R22,5                  | 12 banden: 275/70 - R22,5                 | 10 banden: 275/70 - R22,5                      | 12 banden: 275/70 - R22,5                      | 10 banden: 275/70 - R22,5                  | 12 banden: 275/70 - R22,5                 | 12 banden: 275/70 - R22,5                  |
| Aantal zitplaatsen             | - 44 (17,2 m²) - 35 (20 m²) - 29 (22,2 m²) | - 61 (19,4 m² - 42 (26 m²) - 28 (30,5 m²) | - 44 (17,2 m²) - 35 (20 m²) - 29 (22,2 m²) | - 61 (19,4 m² - 42 (26 m²) - 28 (30,5 m²) | - 44 (17,2 m²) - 35 (20 m²) - 29 (22,2 m²)     | - 61 (19,4 m² - 42 (26 m²) - 28 (30,5 m²)      | - 44 (17,2 m²) - 35 (20 m²) - 29 (22,2 m²) | - 61 (19,4 m² - 42 (26 m²) - 28 (30,5 m²) | - 44 (17,2 m²) - 35 (20 m²) - 29 (22,2 m²) |

## Inzet
De bus wordt in verschillende landen ingezet, waaronder Spanje, Luxemburg en Italië. In Luxemburg zijn vijf bussen in dienst bij Sales-Lentz, die de bus inzet in de stad Luxemburg op lijn 16. De eerste bus draagt de naam "Peripherie-Bus" en reed daar in voorbereiding op de tram in de stad.
| Bedrijf             | Inzetgebied                      | Type                              | Series            | Aantal | Levering    | Opmerkingen                                                                                                |
| België              | België                           | België                            | België            | België | België      | België |
| ------------------- | -------------------------------- | --------------------------------- | ----------------- | ------ | ----------- | --- |
| De Lijn             | Brussel - Vlaamse rand, lijn 820 | Hybride 24 m                      | 2349-2362         | 14     | 2018 - 2019 | Rijden op de Ringtrambuslijn in de Brusselse Noordrand                                                     |
| Duitsland           |                                  |                                   |                   |        |             | |
| VHH                 | Hamburg                          | Elektrisch 18 m                   | -                 | 2      | 2016        | |
| Frankrijk           |                                  |                                   |                   |        |             | |
| Mettis              | Metz                             | Hybride 24 m                      | 1301-1327         | 27     | 2013        | Kleurstellingen voor Mettis: - Magenta; 1301-1307 - Blauw; 1308-1314 - Groen; 1315-1321 - Bruin; 1322-1327 |
| ?                   | Martinique                       | Hybride 24 m                      | -                 | 14     | 2014-2015   | Rijden tussen Fort-de-France en Le Lamentin                                                                |
| STAP                | Pau                              | Waterstof 18 m                    | -                 | 8      | 2019        | |
| Nîmes Métropole     | Nîmes                            | Hybride 24 m                      | -                 | 16     | 2019        | Elektriciteit wordt opgewekt met een generator die gekoppeld is aan een Euro6-biogasmotor.                 |
| Italië              |                                  |                                   |                   |        |             | |
| TEP                 | Parma                            | Trolley 18 m                      | 5101 - 5110       | 10     | 2012        | Eerste bestelling van dit type                                                                             |
| TRC                 | Rimini                           | Trolley 18 m                      | -                 | 9      | 2019        | |
| Luxemburg           |                                  |                                   |                   |        |             | |
| Voyages Sales-Lentz | Luxemburg lijn 16                | Hybride (diesel-elektrisch) 24 m  | SL 3409 - SL 3410 | 2      | 2013        | Rijden op AVL/RGTR lijn 16/115 De eerste bus draagt de naam "Peripherie-Bus"                               |
| Voyages Sales-Lentz | Luxemburg lijn 16                | Hybride (diesel-elektrisch) 24 m  | SL 3411 - SL 3413 | 3      | 2014        | Rijden in opdracht van AVL/RGTR                                                                            |
| Noorwegen           |                                  |                                   |                   |        |             | |
| Skyss               | Bergen                           | Hybride 24 m                      | -                 | 2      | 2014        | Elektriciteit wordt opgewekt met een generator die gekoppeld is aan een Euro6-biogasmotor.                 |
| AtB                 | Trondheim                        | Hybride 24 m                      | -                 | 58     | 2019        | |
| Oostenrijk          |                                  |                                   |                   |        |             | |
| LINZ AG LINIEN      | Linz                             | Hybride (trolley-elektrisch) 24 m | -                 | 20     | 2017        | |
| Spanje              |                                  |                                   |                   |        |             | |
| TMB                 | Barcelona                        | Hybride 24 m                      | 3901-3903         | 3      | 2013        | |
| Zweden              |                                  |                                   |                   |        |             | |
| Nobina              | Malmö                            | Hybride 24 m                      | 3001 - 3015       | 15     | 2014        | Elektriciteit wordt opgewekt met een generator die gekoppeld is aan een Euro6-biogasmotor.                 |
| Zwitserland         |                                  |                                   |                   |        |             | |
| TPG                 | Genève                           | Trolley 18 m                      | 1601 - 1633       | 33     | 2013        | |
| Verenigd Koninkrijk |                                  |                                   |                   |        |             | |
| Translink           | Glider Belfast                   | Hybride 18 m                      | 3200 - 3233       | 34     | 2018        | |